# 1996 DL
1996 DL är en asteroid i huvudbältet som upptäcktes den 16 februari 1996 av NEAT vid Haleakalā-observatoriet.
Asteroiden har en diameter på ungefär 2 kilometer.